# Тато зі спецназу
«Тато зі спецназу» (або «План на пенсію», «Пенсійний план», англ. The Retirement Plan) — американський кримінальний комедійний трилер 2023 року режисера та сценариста Тіма Брауна. У ньому зіграли Ніколас Кейдж, Рон Перлман, Ешлі Ґрін, Джекі Ерл Гейлі, Грейс Баєрс, Ерні Гадсон, Лінн Вітфілд, Джоел Девід Мур і Талія Кемпбелл. Фільм вийшов у США 15 вересня 2023 року.

## Синопсис
Ешлі допомагає своєму чоловікові та його другові, але після їхнього арешту змушена звернутися по допомогу до свого овдовілого батька Метта. Відправивши доньку Сару до дідуся, який живе на Кайманових островах, Ешлі сама потрапляє в полон до злочинного авторитета Донні, який шукає важливі докази. Метт, проявивши своє таємне минуле, рятує Ешлі та Сару, вбиваючи людей Донні, і зрештою знищує злочинну організацію, розкриваючи зраду та змови, які ведуть до головних босів.

## Актори
| Актор                  | Роль             |
| ---------------------- | ---------------- |
| Ніколас Кейдж          | Метт             |
| Ешлі Ґрін              | Ешлі             |
| Талія Кемпбелл         | Сара             |
| Рон Перлман            | Бобо             |
| Джекі Ерл Гейлі        | Донні            |
| Ерні Гадсон            | Джозеф           |
| Грейс Баєрс            | Гектор           |
| Лінн Вітфілд           | Франсін Дрісдейл |
| Джоел Девід Мур        | Фітцсіммонс      |
| Джордан Джонсон-Гайндс | Джиммі           |
| Рік Фокс               | Крістофер        |

## Виробництво
Створено Вільямом Сантором, генеральним директором Productivity Media, і Ніколасом Табарроком, президентом Darius Films, які мають угоду про кілька фільмів з місцевою владою Кайманових Островів. Фільм знімали на Кайманових островах у 2021 році, витративши менш як $20 млн.

## Випуск
Фільм «Тато зі спецназу» планувалося випустити 25 серпня 2023 року, але прем'єру відклали на 15 вересня.

## Сприйняття

### Касові збори
У перші вихідні фільм заробив 745 тис. доларів у 1175 кінотеатрах, що є найгіршим показником за всю історію прокату фільмів Ніколаса Кейджа.

### Відгуки критиків
На вебсайті агрегатора рецензій Rotten Tomatoes 60 % із 20 відгуків критиків є позитивними із середньою оцінкою 5,2/10.